# Bez-et-Esparon
Bez-et-Esparon település Franciaországban, Gard megyében. Lakosainak száma 330 fő (2022. január 1.). Bez-et-Esparon Arre, Aumessas, Mars, Molières-Cavaillac és Bréau-Mars községekkel határos.

## Népesség
A település népességének változása:
| Lakosok száma | 377  | 338  | 314  | 348  | 348  | 347  | 336  | 328  | 326  | 330  |
|               | 1968 | 1982 | 1990 | 2006 | 2013 | 2015 | 2017 | 2019 | 2020 | 2022 |